# Гатценбюль
Гатценбюль (нім. Hatzenbühl) — громада в Німеччині, розташована в землі Рейнланд-Пфальц. Входить до складу району Гермерсгайм. Складова частина об'єднання громад Йокгрім.
Площа — 7,76 км2. Населення становить 2823 ос. (станом на 31 грудня 2020).